# Гитхорн
Гитхорн (нидерл. Giethoorn) — деревня в провинции Оверэйсел в Нидерландах. Расположена в общине Стенвейкерланд, в 5 км юго-западнее Стенвейка. Известна как «северная Венеция» или «нидерландская Венеция».
Деревня стала особенно известна после 1958 года, когда нидерландский режиссёр Берт Ханстра показал её в своей знаменитой комедии «Фанфары». Деревня Гитхорн стала достопримечательностью Нидерландов.
В старой части деревни раньше не было дорог (в настоящее время имеется велосипедная дорожка) и все транспортное сообщение осуществлялось по многочисленным каналам. Эти каналы были образованы на месте добычи торфа.
Гитхорн был основан беглецами с юга страны около 1230 года. Гитхорн был отдельной общиной до 1973 года, когда он стал частью общины Бредервейде.

## Галерея

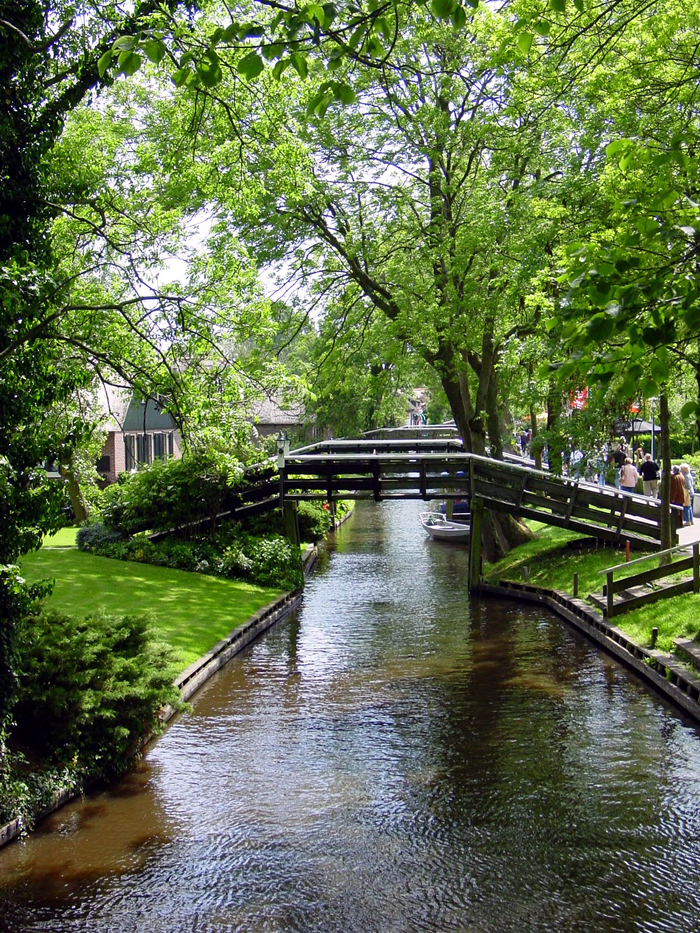
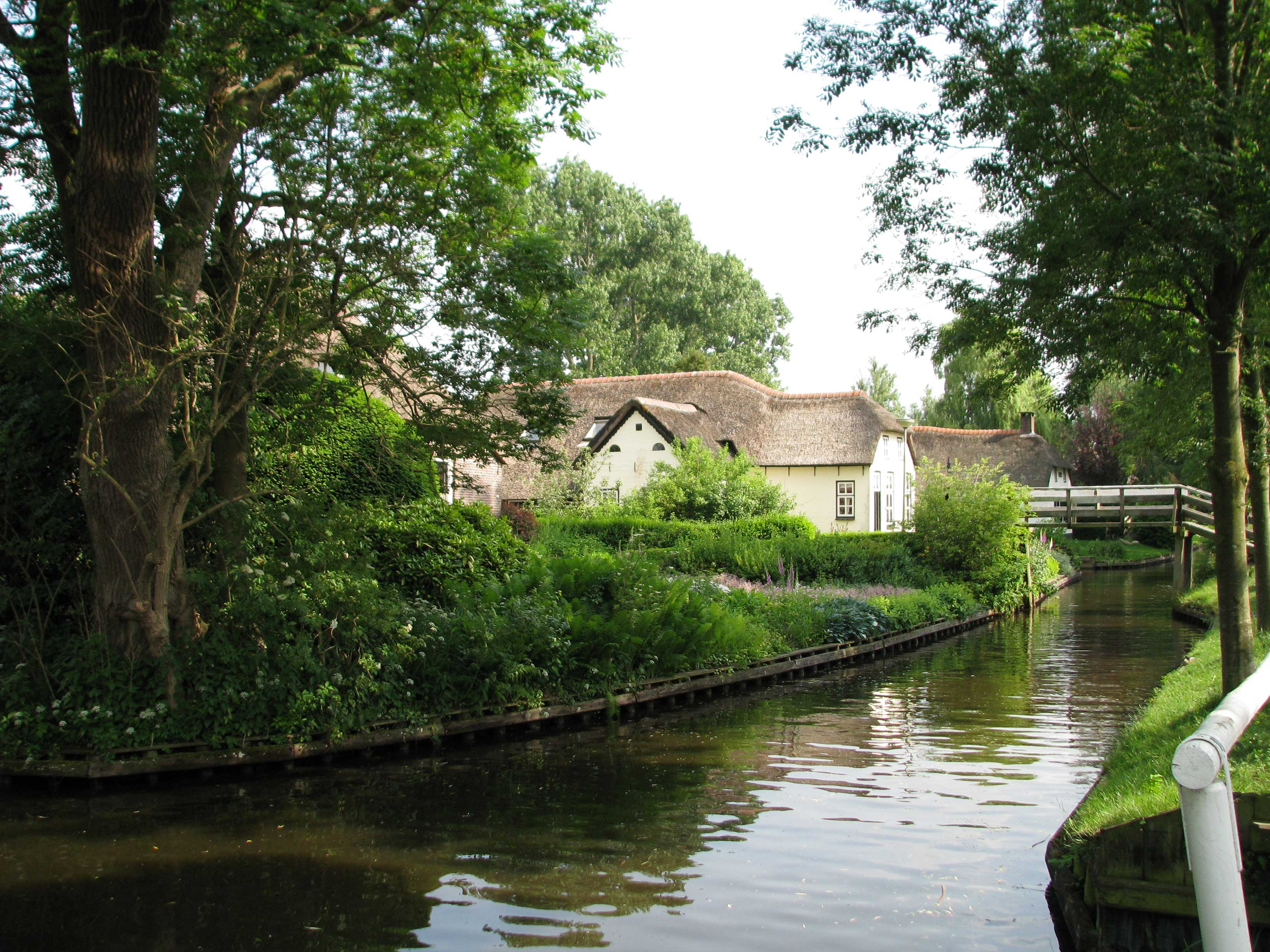
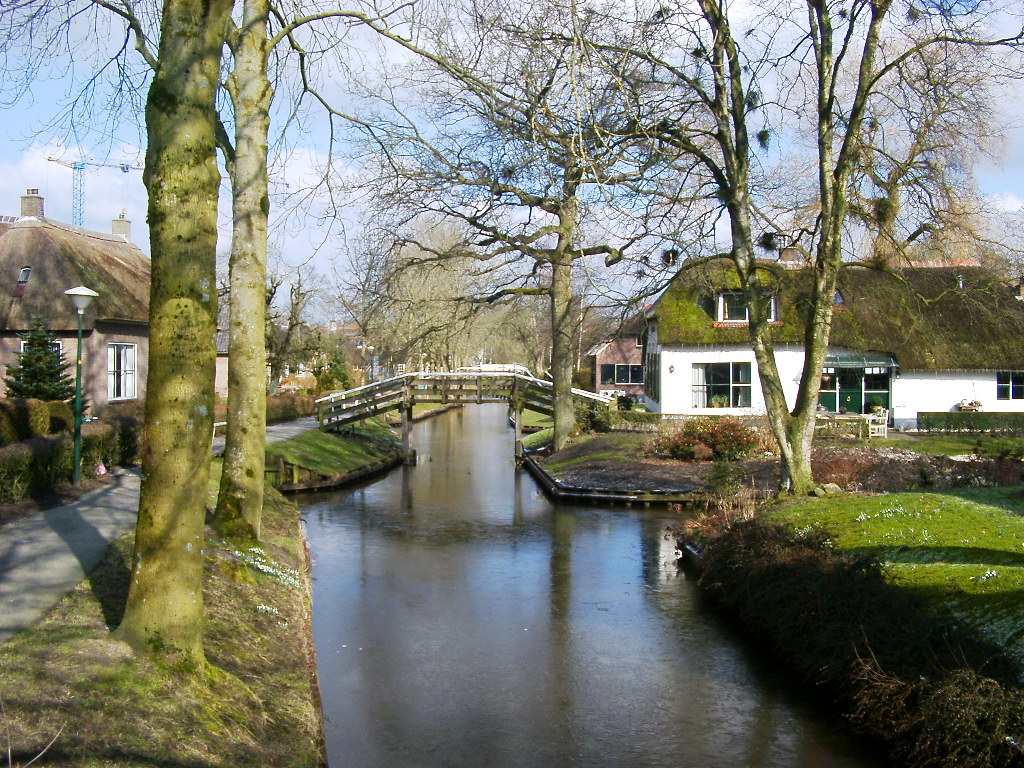
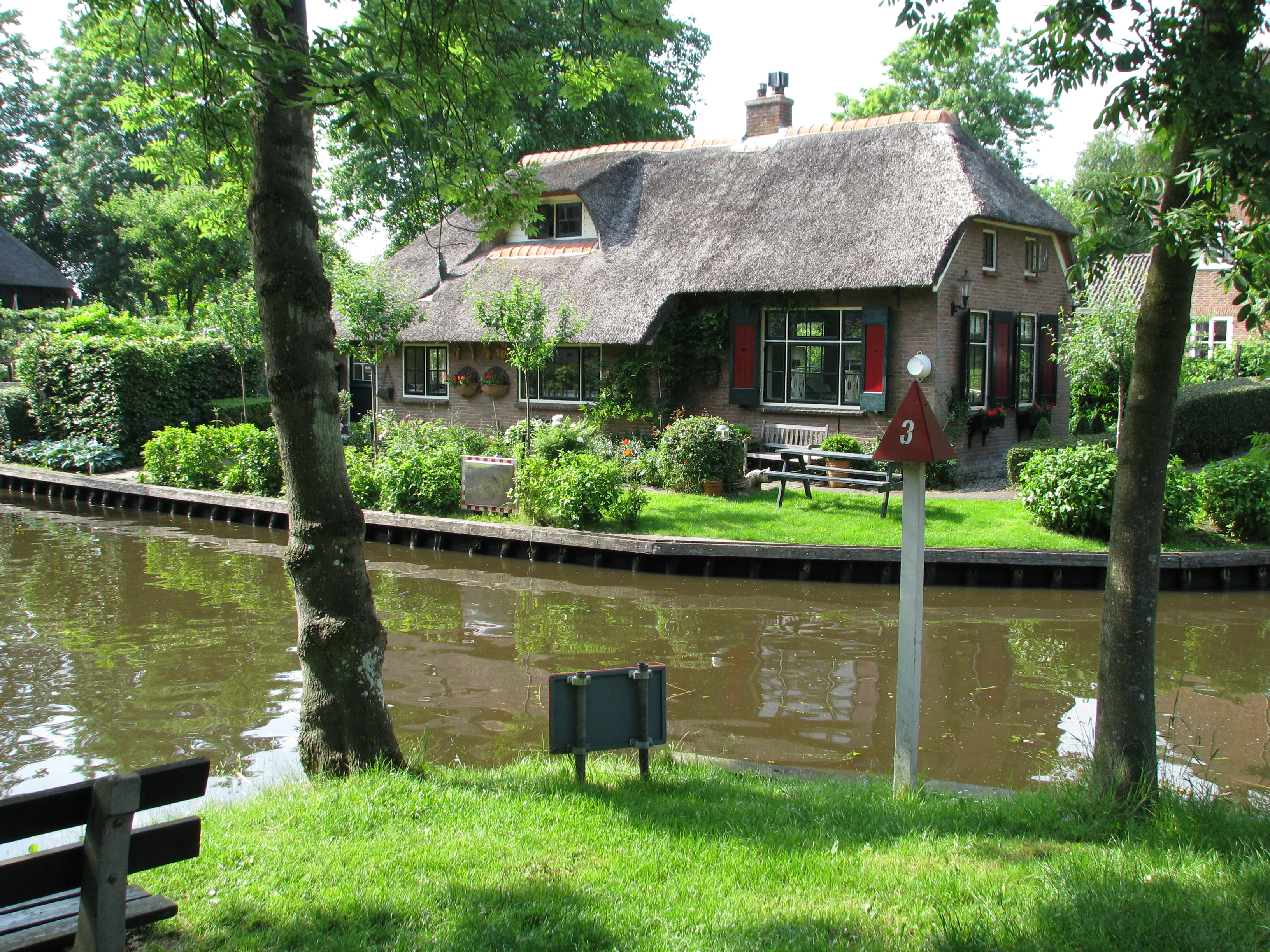